# Thắng-man kinh
 Thắng Man kinh  (zh. shèngmán jīng 勝鬘經, ja. shōmangyō, sa. śrīmālādevī-sūtra) là tên gọi ngắn của  Thắng Man sư tử hống nhất thừa đại phương tiện phương quảng kinh  (śrīmālādevī-siṃhanādavaipulyasūtra), là một bộ kinh Đại thừa, được hai vị Cao tăng Ấn Độ dịch sang Hán văn. Bản thứ nhất của Cầu-na-bạt-đà-la (zh. 求那跋陀羅, sa. guṇabhadra), được dịch đời Lưu Tống (tk. 5, ~ 435-443) dưới tên trên. Bản thứ hai được Bồ-đề-lưu-chi (sa. bodhruci) dịch (~ 508-535) dưới tên Thắng Man phu nhân hội, bởi vì kinh này cũng là một phần của bộ kinh Đại bảo tích, hội 48. Một bản dịch cũ của kinh nầy có tên Phu nhân kinh (zh. 夫人經).
Kinh này tương đối ngắn, bao gồm 15 phẩm. Phẩm thứ nhất nói về đức tính chân thật của Như Lai và sự việc công chúa Thắng Man được Phật thụ ký. Phẩm 2–4 nói về việc phát triển Bồ-đề tâm. Nội dung của phẩm thứ 5–15 có thể gọi chung là "nhập Như Lai tạng" nói về việc xác định rõ ràng Nhất thừa (sa. ekayāna), về Như Lai tạng (sa. tathagātagarbha), Pháp thân (sa. dharmakāya), bản tính thanh tịnh. Vì bản chất nội dung, kinh thường được bàn luận và so sánh với các kinh luận như Bảo tính luận, Nhập Lăng-già (sa. laṅkāvatāra-sūtra), Đại thừa khởi tín luận (大 乘 起 信 論)… Kinh này đã được Wayman dịch sang Anh ngữ năm 1974.
Công chúa Thắng Man, nhân vật chính trong kinh này có quan điểm rằng, Phật chỉ vì Đại thừa thuyết pháp và pháp này bao gồm tất cả ba cỗ xe (Ba thừa). Thắng Man nêu ba hạng người có thể đi trên đường Đại thừa, đó là 
1. Hạng người thực hiện được Trí huệ vô thượng một mình;
2. Hạng người nhờ nghe pháp mà đạt trí huệ;
3. Hạng người có Tín tâm (sa. śraddhā), tin tưởng Phật pháp, mặc dù không đạt được trí huệ tột cùng.